# Черченко, Владимир Васильевич
Владимир Васильевич Черченко (род. 6 декабря 1950, Симферополь) — украинский и российский тренер по велоспорту, специалист по гонкам на треке. Работал тренером-преподавателем в крымском Центре спортивной подготовки и республиканской Школе высшего спортивного мастерства, главный тренер сборной команды Республики Крым по велоспорту, общий тренерский стаж — более 50 лет.
Личный тренер таких титулованных гонщиков как Любомир Полатайко, Роман Кононенко, Виталий Щедов, Владимир Загородний, Виталий Попков, Сергей Лагкути, Михаил Радионов и др.
Заслуженный тренер Украины. Заслуженный работник физической культуры и спорта Украины.

## Биография
Владимир Черченко родился 6 декабря 1950 года в городе Симферополе Крымской области РСФСР. С юных лет увлекался велоспортом, тренировался в местной симферопольской спортивной школе. Выполнил норматив мастера спорта СССР по велоспорту.
Уже в 1968 году занялся тренерской деятельностью. В течение многих лет в качестве тренера-преподавателя готовил гонщиков в республиканской Школе высшего спортивного мастерства и в Центре спортивной подготовки сборных команд Республики Крым. Главный тренер спортивной сборной команды Республики Крым по велоспорту.
За долгие годы тренерской работы подготовил ряд титулованных велогонщиков, добившихся высоких результатов на международной арене. Среди его воспитанников — участники Олимпийских игр, чемпионы и призёры мировых первенств, победители Кубка мира: заслуженные мастера спорта Любомир Полатайко, Роман Кононенко, Виталий Щедов, мастера спорта международного класса Владимир Загородний, Виталий Попков, Сергей Лагкути, Михаил Радионов, Роман Морозов и др.
За выдающиеся достижения на тренерском поприще удостоен почётного звания «Заслуженный тренер Украины». Награждён орденом «За заслуги» III степени.
Заслуженный работник физической культуры и спорта Украины.